# ذي عاقب (مذيخرة)

تعديل مصدري - تعديل

ذي عاقب محلة تابعة لقرية الثماري، التابعة لعزلة حمير بمديرية مذيخرة إحدى مديريات محافظة إب في الجمهورية اليمنية.، بلغ تعداد سكانها 33 حسب تعداد اليمن لعام 2004.